# Санкойо Буш Бакс
Спортивний клуб Санкойо Буш Бакс або просто «Санкойо Буш Бакс» (англ. Bush Bucks Sporting Club) — ботсванський футбольний клуб з селища Санкойо. 

## Історія
Спортивний клуб Санкойо Буш Бакс було засновано в 1996 році в селищі Санкойо, за 60 км від міста Маун. З моменту свого створення команда виступала у футбольних турнірах під егідою Футбольної асоціації провінції Нхабе, тобто у провінційних чемпіонатах. Починаючи з 2000 року команда починає швидко розвиватися і в сезоні 2009/10 років перемагає у провінційному чемпіонаті, а в сезоні 2013/14 років перемагає у північній зоні Першого дивізіону Чемпіонату Ботсвани з футболу. У сезоні 2014/15 років клуб дебютував у Прем'єр-лізі та за підсумками чемпіонату посів 12-те місце з 16 команд-учасниць., а в сезоні 2015/16 років клуб знову повторив своє торішнє досягнення. 
Свої домашні матчі Санкойо Буш Бакс змушений проводити на стадіоні «Спортивний комплекс Маун» у Мауні. Саме на цьому стадіоні клуб зміг здобути історичну для себе нічию проти віце-чемпіона країни Тоуншип Роллерз.
В основному команда складається з молодих вихованців клубу, які пройшли весь шлях від провінційного чемпіонату до виходу в Прем'єр-лігу. Але до команди приєдналося ще декілька досвідчених футболістів, зокрема, капітан клубу центральний захисник Модірері Матенгу, зімбабвійський легіонер Морріс Рузіво, а також ветерани Ммолокі Кафуку та Ммолокі Моілва.

## Досягнення
- Перший дивізіон Чемпіонату Ботсвани з футболу (зона «Північ»)
  -  Чемпіон (1): 2013/14

- Чемпіонат провінції Нхабе з футболу
  -  Чемпіон (1): 2009/10

## Відомі гравці
- Модірері Матенгу
- Ммолокі Кафуку
- Ммолокі Моілва
- Морріс Рузіво